# سا ایرا - رودخانه شورش
سا ایرا - رودخانه شورش (ایتالیایی: Ça ira - Il fiume della rivolta) یک فیلم مستند درام به کارگردانی تینتو براس است که در سال ۱۹۶۴ منتشر شد. از بازیگران آن می‌توان به انریکو ماریا سالرنو و ساندرا میلو اشاره کرد.
عنوان فیلم اشاره به سرود انقلابی-سیاسی مشهور فرانسه به نام «سا ایرا» (همه چیز درست خواهد شد) دارد. این نخستین فیلمی بود که توسط تینتو براس کارگردانی شد؛ فیلمی که در سال ۱۹۶۲ تولید شده بود اما تنها در سپتامبر ۱۹۶۴ در جشنواره فیلم ونیز به نمایش درآمد. سپس در دسامبر همان سال به صورت سینمایی اکران شد.